# Dipodomys simulans
La rata canguro de Dulzura (Dipodomys simulans) es una especie de roedor de la familia Heteromyidae.

## Distribución geográfica
Se encuentran en la Baja California, México, y en el Desierto de Colorado y en otras partes de California en los Estados Unidos. 